# 莱萨赫 (奥地利)
莱萨赫是奥地利蒂罗尔州利恩茨县的一个市镇。总面积33.3平方公里，总人口890人，人口密度26.7人/平方公里（2005年）。